# Sporty ekstremalne

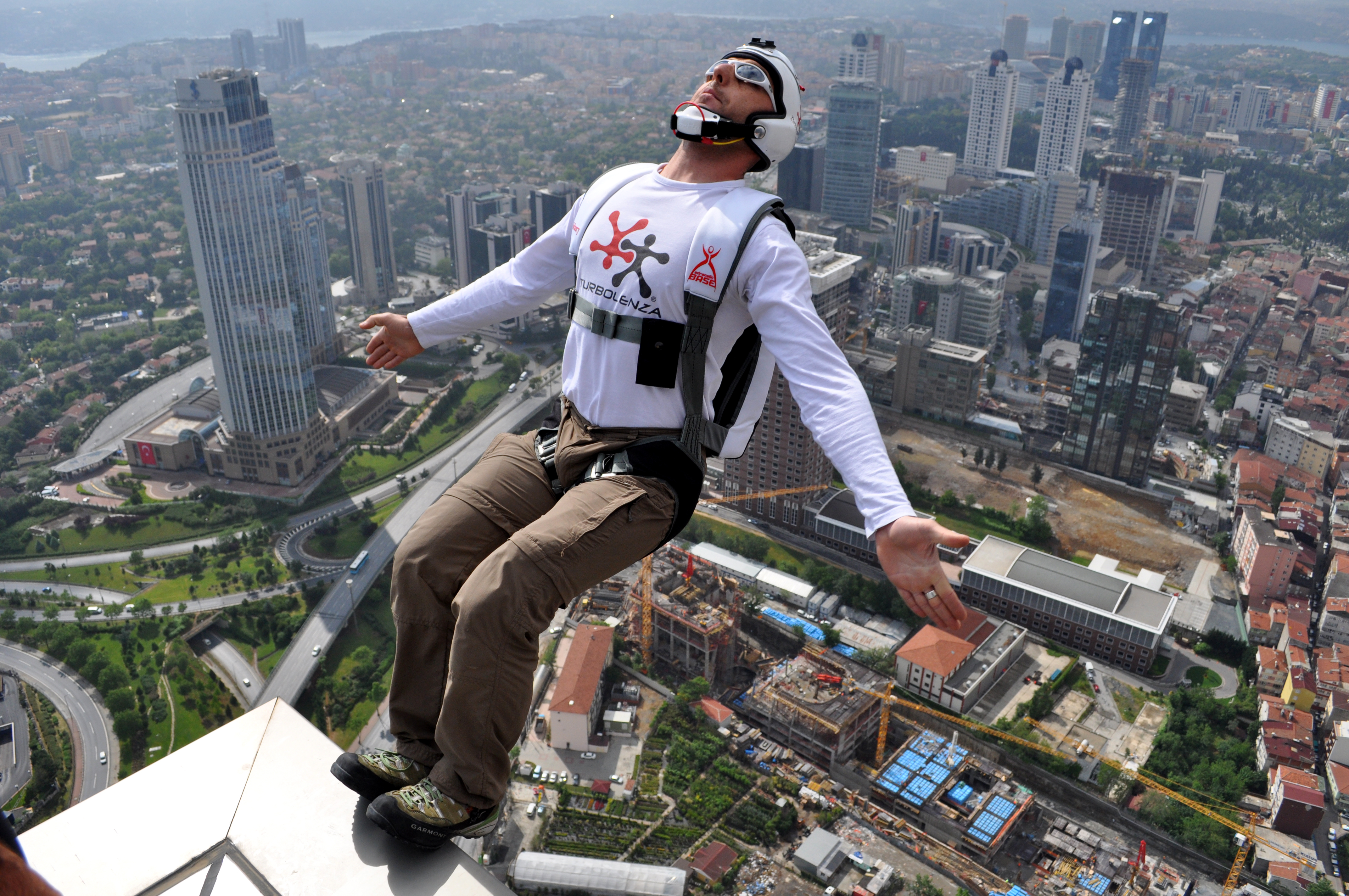
BASE Jumping

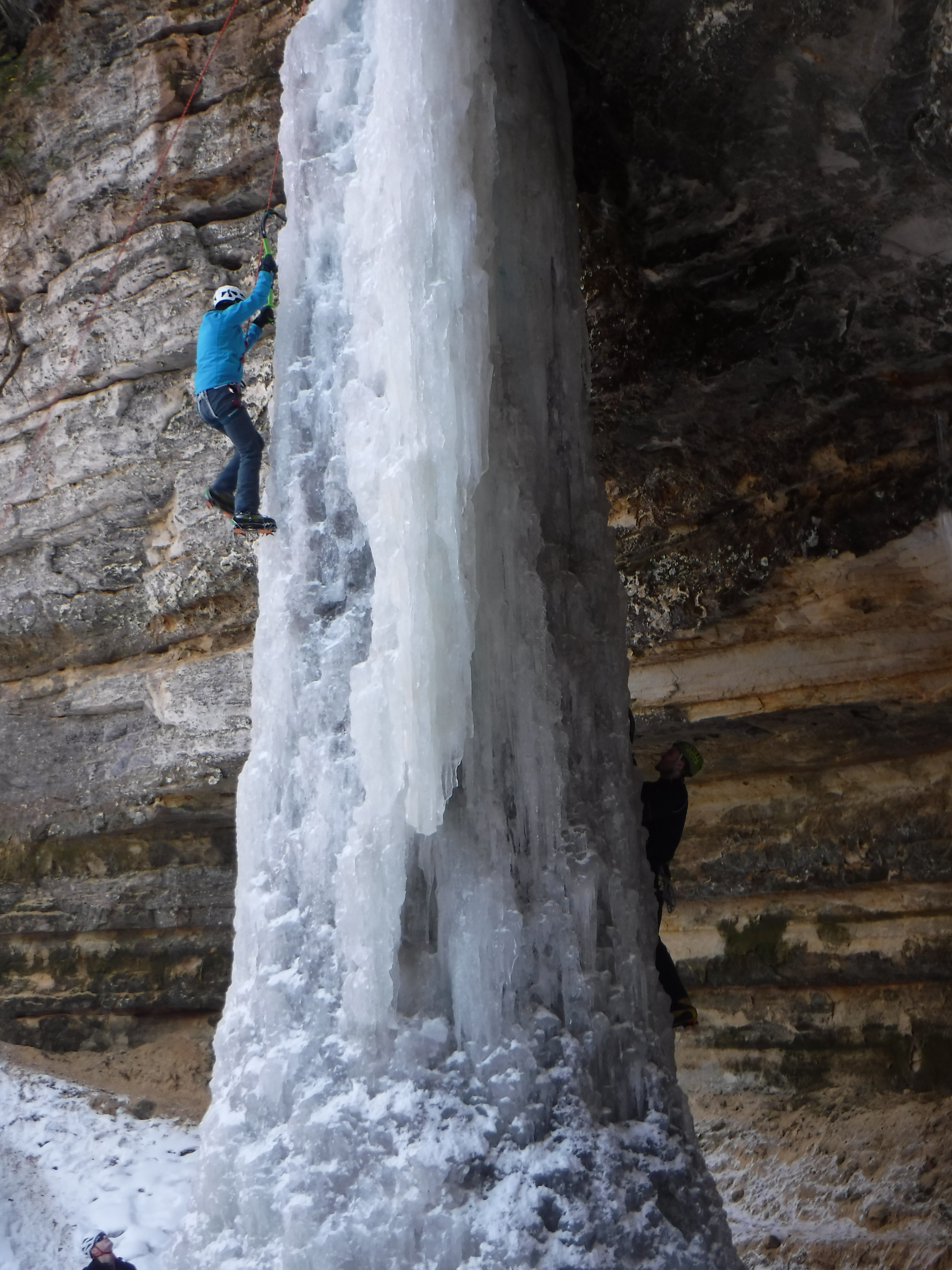
Wspinaczka lodowa

Sporty ekstremalne – w potocznym rozumieniu sporty, których uprawianie wiąże się z większym ryzykiem niż w innych dyscyplinach.
Zazwyczaj wymagają ponadprzeciętnych zdolności fizycznych lub psychicznych oraz odpowiedniego przygotowania. Według definicji Słownika Języka Polskiego są to sporty uprawiane w trudnych warunkach.
Joe Tomlinson w Encyklopedii Sportów Ekstremalnych, wydanej w 1997 roku zalicza do takich sportów: BASE jumping, Bungee Jumping, balonotniarstwo, skoki spadochronowe, spacery na linie, skysurfing, lotniarstwo kaskaderskie, lotniarstwo, skoki i loty narciarskie, wolne skoki z samolotu, szybownictwo, windsurfing, wolne nurkowanie (free diving), pływanie długodystansowe, regaty żeglarskie (dookoła świata, oceaniczne), nurkowanie z akwalungiem, surfing, kajakarstwo górskie, jazda wodna boso, skutery wodne, wyścigi łodzi motorowych, snorkling, żeglarstwo szybkie, wakeboarding, rajdy przygodowe, speleologia, rower górski, żeglarstwo na lądzie i lodzie, snowboard, speed biking, snowschoeing (rakiety śnieżne), speedskiing, wspinaczka, jazda na BMX, motocross, street luge, mountain boarding.

## Definicje sportów ekstremalnych według towarzystw ubezpieczeniowych
Z uwagi na charakter uprawianych sportów wydaje się, że najodpowiedniejszą definicję przedstawiają firmy ubezpieczeniowe w Ogólnych Warunkach Ubezpieczenia z uwagi na fakt, iż jako najbardziej zainteresowane w określeniu ryzyka dokładnie analizują je pod tym kątem. Niektóre towarzystwa ubezpieczeniowe przedstawiają definicję "sportów ekstremalnych", inne nazywają takie sporty "sportami wysokiego ryzyka", a inne wyróżniają zarówno "sporty ekstremalne", jak i "sporty wysokiego ryzyka".
Warta definiuje sporty ekstremalne jako "sporty wysokiego ryzyka - powietrzne, wodne, lądowe, uprawiane celem osiągnięcia maksymalnych wrażeń, w szczególności: wspinaczka górska i skałkowa, speleologia, sporty motorowe lub motorowodne, motocross, myślistwo, sztuki walki i sporty obronne, kolarstwo górskie, narciarstwo poza oznakowanymi trasami zjazdowymi, skoki narciarskie, nurkowanie przy użyciu sprzętu specjalistycznego lub na bezdechu, canyoning, rafting, żeglarstwo morskie, baloniarstwo, bungee, B.A.S.E. jumping, surfingu, kitesurfing, paralotniarstwo, spadochroniarstwo, szybownictwo, rajdy samochodowe". Według Warty "za sporty ekstremalne uważa się również udział w wyprawach do miejsc charakteryzujących się ekstremalnymi warunkami klimatycznymi lub przyrodniczymi, np. góry powyżej 5 500 m n.p.m., tereny lodowcowe (z wyłączeniem oznakowanych tras narciarskich), dżungla".
Podobnie Allianz Direct definiuje sporty wysokiego ryzyka. Według OWU Globtroter Direct amatorskie uprawianie sportów wysokiego ryzyka jest to "amatorskie uprawianie następujących sportów: motorowych lub motorowodnych, powietrznych, speleologii, wspinaczki górskiej bądź skałkowej przy użyciu sprzętu zabezpieczającego lub asekuracyjnego lub wymagającej użycia takiego sprzętu, raftingu i wszystkich jego odmian, nurkowania przy użyciu specjalistycznego sprzętu, kitesurfingu, heliskiingu, heliboardingu, skoków na gumowej linie, signum polonicum, aktywne uczestnictwo w rekonstrukcjach wydarzeń historycznych, a także uczestniczenie w wyprawach survivalowych lub wyprawach do miejsc charakteryzujących się ekstremalnymi warunkami klimatycznymi czy przyrodniczymi: pustynia, busz, bieguny, dżungla oraz wymagające użycia sprzętu zabezpieczającego lub asekuracyjnego wyprawy: w wysokie góry (powyżej 5 500 m n.p.m.), tereny lodowcowe lub śnieżne".
Definicję "sportów wysokiego ryzyka" posiada również Ergo Hestia. Firma ta uważa za takie sporty "rafting i inne sporty wodne uprawiane na rzekach górskich, nurkowanie z wykorzystaniem aparatów oddechowych, wspinaczkę, chodzenie po górach powyżej 1600 m, nurkowanie w rafach koralowych, loty na spadochronie nad motorówką, sport spadochronowy i balonowy, paralotniarstwo, sztuki walki i wszelkiego rodzaju sporty obronne, myślistwo, jazdę konną, narciarstwo, snowboard, bobsleje, skoki narciarskie, surfing, windsurfing, jazdę na nartach wodnych oraz sporty, w których wykorzystywane są pojazdy przeznaczone do poruszania się po śniegu lub lodzie".
ERV wyodrębnia sporty ekstremalne i sporty wysokiego ryzyka:
- sporty ekstremalne – "uczestniczenie w wyprawach lub ekspedycjach do miejsc charakteryzujących się ekstremalnymi warunkami klimatycznymi lub przyrodniczymi (typu: pustynia, busz, dżungla, bieguny oraz tereny lodowcowe i śnieżne wymagające użycia sprzętu asekuracyjnego) oraz uprawianie dyscyplin sportowych wymagających ponadprzeciętnych umiejętności, odwagi i działania w warunkach dużego ryzyka, często zagrożenia życia, w szczególności: sporty powietrzne (uprawianie baloniarstwa, lotniarstwa, paralotniarstwa, spadochroniarstwa, szybownictwa oraz wszelkiego rodzaju ich odmian, a także uprawianie jakichkolwiek dyscyplin związanych z przemieszczaniem się w przestrzeni powietrznej), skoki bungee, parkour, freerun, speleologia, alpinizm, himalaizm, trekking na wysokości powyżej 2500 m n.p.m. oraz w trudnych warunkach terenowych lub klimatycznych, wspinaczka lodowa, skoki narciarskie, heliskiing, heliboarding, bobsleje, kolarstwo górskie, hydrospeed, motocross, wszelkiego rodzaju ewolucje akrobatyczne";
- sporty wysokiego ryzyka - narciarstwo, nurkowanie z użyciem aparatów oddechowych, freediving poniżej 10 m.p.p.m., rafting oraz inne sporty uprawiane na rzekach górskich (z wyjątkiem hydrospeedu), żeglarstwo na morzach i oceanach, wspinaczka skałkowa i wysokogórska (z wyjątkiem alpinizmu i himalaizmu), bouldering, sztuki walki i wszelkiego rodzaju sporty obronne, myślistwo, strzelectwo, szermierka, hokej na lodzie, łyżwiarstwo, dosiadanie i jazda na zwierzętach wierzchowych i pociągowych, polo, jazda na quadach, jazda na nartach wodnych i skuterach wodnych, jazda na przedmiotach ciągniętych przez pojazdy przeznaczone do poruszania się po wodzie, kitesurfing oraz sporty, w których wykorzystywane są pojazdy przeznaczone do poruszania się po śniegu lub lodzie".

Stosowane definicje przez firmy ubezpieczeniowe mogą się różnić w zależności od rodzaju oferowanego produktu ubezpieczeniowego. Ta sama firma ubezpieczeniowa może stosować inną definicje w ubezpieczeniach na życie, a inną w ubezpieczeniach turystycznych. Dla przykładu, Uniqa w ubezpieczeniu na życie poprzez uprawiania następujących niebezpiecznych sportów lub aktywności fizycznej rozumie "wszelkie sporty lotnicze, wspinaczka, speleologia, skoki na linie, nurkowanie z użyciem specjalistycznego sprzętu, sporty motorowe i motorowodne oraz udział Ubezpieczonego we wszelkiego rodzaju wyścigach, poza lekkoatletyką i pływaniem". Z kolei w ubezpieczeniu turystycznym ta sama firma w definicji sporty ekstremalne wprowadza katalog niezamknięty określające je jako tych "których uprawianie wymaga ponadprzeciętnych umiejętności, odwagi i działania w warunkach dużego ryzyk" przytaczając przykład dyscyplin sportowych m.in. kolarstwo górskie, skoki narciarskie.

## Sporty ekstremalne w mediach
Stacja telewizyjna Extreme Sports Channel emituje programy poświęcone głównie MTB (downhill, freeride, dual slalom, Four Cross, dirt jumping), BMX, skateboardingowi, snowboardingowi, freeskiingowi, FMX, MX, surfingowi, sportom samochodowym, kajakarstwu górskiemu, kitesurfingowi, wakeboardingowi, windsurfingowi.

## Zawody w sportach ekstremalnych
Co roku latem oraz zimą odbywają się zawody X Games. Na letnich zawodach obecny jest FMX, BMX, skateboarding oraz sporty samochodowe, podzielne na następujące dyscypliny: Moto X Step Up, Moto X Enduro, Moto X Speed & Style, Moto X Best Whip, Moto X Quarter Pipe, BMX Vert, BMX Park, BMX Dirt, BMX Big Air, Skateboard Vert, Skateboard Big Air, Skateboard Park, Skateboard Street, Skateboard/BMX Big Air Doubles, Off Road Truck Racing. Na zawodach zimowych obecne są natomiast narciarstwo, snowboarding oraz skutery śnieżne, również podzielone na dyscypliny: Ski SuperPipe, Mono Skier X, Ski Slopestyle, Ski Big Air, Snowboard SuperPipe, Snowboard Slopestyle, Snowboarder X, Snowboard Big Air, Snowmobile Long Jump, Snowmobile SnoCross, Snowmobile Speed & Style.
Spośród dyscyplin obecnych na X Games jedynie Snowboard SuperPipe oraz Snowboard Slopestyle są dyscyplinami olimpijskimi. Ponadto, na Zimowych Igrzyskach Olimpijskich rozgrywane są zawody snowboardowe slalom gigant równoległy, slalom równoległy oraz Snowcross. Do dyscyplin olimpijskich należą także skoki narciarskie, kolarstwo górskie, bobsleje, jeździectwo oraz żeglarstwo, które również wymieniane są jako sporty ekstremalne lub sporty wysokiego ryzyka.